# هوارد ناثان
هوارد ناثان (21 يناير 1972 ببيوريا في الولايات المتحدة - 28 يوليو 2019) (بالإنجليزية: Howard Nathan)‏ هو لاعب كرة سلة أمريكي في مركز هجوم خلفي.

## وصلات خارجية
- هوارد ناثان على موقع إن بي أي (الإنجليزية)
- هوارد ناثان على موقع سبورتس رفرنس (الإنجليزية)
- هوارد ناثان على موقع كرة السلة الأوروبية.كوم (الإنجليزية)
- هوارد ناثان على موقع كلية كرة السلة في سبورتس رفرنس.كوم (الإنجليزية)
- هوارد ناثان على موقع ريلجم (الإنجليزية)
- هوارد ناثان على موقع بروبوليرز (الإنجليزية)